# Mars (Gard)
Mars – miejscowość i dawna gmina we Francji, w regionie Oksytania, w departamencie Gard. W 2013 roku populacja ówczesnej gminy wynosiła 187 mieszkańców. 
W dniu 1 stycznia 2019 roku z połączenia dwóch ówczesnych gmin – Bréau-et-Salagosse oraz Mars – powstała nowa gmina Bréau-Mars. Siedzibą gminy została miejscowość Bréau-et-Salagosse. 